# Pan-Europees pensioenfonds
Een pan-Europees pensioenfonds is een pensioenfonds dat gevestigd is in een land van de Europese Unie (thuisland) en werkzaam is in een ander of in meerdere landen van de Europese Unie (gastland). Het pan-Europees pensioenfonds is mogelijk gemaakt in de richtlijn 2003/41/EG. In de praktijk bestaat het nog niet, maar het wordt wenselijk geacht door de Europese Unie. De grootste hinderpalen voor het pan-Europees pensioenfonds zijn fiscaal van aard, maar er is ook een drempel van onzekerheid, die zeer snel lager zal worden als de eerste pan-Europese pensioenfondsen in werking zijn.
De hoofdregel voor een pan-Europees pensioenfonds is dat de regelgeving van het thuisland van toepassing is, ook in het gastland. Daarnaast is echter bepaald dat het "sociaal- en arbeidsrecht" van het gastland prevaleert. De term  "sociaal- en arbeidsrecht" is niet in de richtlijn gedefinieerd. Ook dit is een onzekerheidsfactor.
Omdat pensioenfondsen hun thuisland kunnen kiezen, krijgen zij de mogelijkheid de gunstigste jurisdictie te kiezen. Dit is niet de jurisdictie met het slechtste toezicht, want dat zou makkelijk kunnen leiden tot vertrouwensverlies. De landen van de EU zijn echter gebonden aan het minimum, neergelegd in de richtlijn 2003/41/EG, aangenomen door de Europese Unie en dus als minimum aanvaard door de lidstaten. De belangrijkste vestigingsfactoren zijn een goede financiële en fiscale infrastructuur, een regelsysteem wat zo dicht mogelijk tegen de richtlijn aan zit en een alert, efficiënt, toegankelijk en flexibel toezicht.
Luxemburg en Ierland hebben snel ingespeeld op het "pan-Europees pensioenfonds" door ondernemingsvormen te creëren die bij uitstek er voor geschikt zijn. In Luxemburg gaat het om de beheersvormen SEPCAV (Société d'Epargne-Pension à Capital Variable) en ASSEP (Asociation d'Epargne-Pension) en de uitvoeringscontracten SICAV (Société d'Investissement à Capital Variable) en FCP (Fonds Commun de Placement). In Ierland kan gebruik worden gemaakt van de CCF (Common Contractual Fund). Hiervan bestaat een variant voor de derde pijler, die voldoet aan de Europese richtlijn UCITS III en een variant geschikt voor de tweede pijler, die voldoet aan de eisen van de richtlijn 2003/41/EG. Ook in België bestaat een dergelijke juridische figuur, de OFP (Organisatie voor Financiering van Pensioenen). In Nederland wordt gesproken over een Algemene Pensioen Instelling (API). Het kabinet hoopt nog in 2009 een regeling met beperkte werking (API-light) in het leven te roepen. Een volledige API zal langer op zich laten wachten. 
In Nederland is het Fonds voor Gemene Rekening (FGR) in het leven geroepen voor fiscale facilitering van gemeenschappelijk fondsbeheer. Dit is ook bedoeld voor de structurering van een beleggingsportefeuille met deelname van buitenlandse pensioenfondsen. Een FGR is echter geen zelfstandige organisatie, maar een werktuig van een andere organisatie, zoals een API.
Nederland kan bogen op een uitstekende financiële infrastructuur, maar het Nederlandse toezicht en regelgeving steken ongunstig af bij die van Luxemburg, Ierland en België, waardoor het gevaar van een uittocht van Nederlandse pensioenfondsen is geschapen. Het Holland Financial Centre probeert dit te voorkomen en zo mogelijk buitenlandse pensioenfondsen aan te trekken.